# Five Nations 1983
Die Ausgabe 1983 des jährlich ausgetragenen Rugby-Union-Turniers Five Nations (seit 2000 Six Nations) fand an fünf Spieltagen zwischen dem 15. Januar und dem 19. März statt. Turniersieger wurden Frankreich und Irland (nach dem damaligen Modus spielte die Punktedifferenz bei Gleichstand keine Rolle).

## Teilnehmer
| Land       | Stadion             | Stadt     | Trainer             | Kapitän                  |
| ---------- | ------------------- | --------- | ------------------- | ------------------------ |
| England    | Twickenham Stadium  | London    | Dick Greenwood      | Steve Smith / John Scott |
| Frankreich | Parc des Princes    | Paris     | Jacques Fouroux     | Jean-Pierre Rives        |
| Irland     | Lansdowne Road      | Dublin    | Willie John McBride | Ciaran Fitzgerald        |
| Schottland | Murrayfield Stadium | Edinburgh | Jim Telfer          | Jim Aitken / Roy Laidlaw |
| Wales      | Cardiff Arms Park   | Cardiff   | John Bevan          | Eddie Buttler            |

## Tabelle
|    | Land       | Spiele | Siege | Unent. | Ndlg. | Spiel- punkte | Diff. | Tabellen- punkte |
| -- | ---------- | ------ | ----- | ------ | ----- | ------------- | ----- | ---------------- |
| 1. | Frankreich | 4      | 3     | 0      | 1     | 70:61         | + 9   | 6                |
| 1. | Irland     | 4      | 3     | 0      | 1     | 71:67         | + 4   | 6                |
| 3. | Wales      | 4      | 2     | 1      | 1     | 64:53         | + 11  | 5                |
| 4. | Schottland | 4      | 1     | 0      | 3     | 65:65         | ± 0   | 2                |
| 5. | England    | 4      | 0     | 1      | 3     | 55:79         | − 24  | 1                |

## Ergebnisse

### Erste Runde
| 15. Januar 1983 | England                                   | 15 : 19       | Frankreich                                                                          | Twickenham Stadium, London Zuschauer: 70.000 Schiedsrichter: David Burnett (Irland) |
| 15. Januar 1983 | Straftritte: Hare (4) Dropgoals: Cusworth | (9:3) Bericht | Versuche: Estève Paparemborde Sella Erhöhungen: Blanco (2) Straftritte: Camberabero | Twickenham Stadium, London Zuschauer: 70.000 Schiedsrichter: David Burnett (Irland) |

| 15. Januar 1983 | Schottland                                                 | 13 : 15        | Irland                                                           | Murrayfield Stadium, Edinburgh Schiedsrichter: Jean-Claude Yché (Frankreich) |
| 15. Januar 1983 | Versuche: Laidlaw Straftritte: Dods (2) Dropgoals: Renwick | (4:15) Bericht | Versuche: Kiernan Erhöhungen: Campbell Straftritte: Campbell (3) | Murrayfield Stadium, Edinburgh Schiedsrichter: Jean-Claude Yché (Frankreich) |

### Zweite Runde
| 5. Februar 1983 | Frankreich                                                      | 19 : 15         | Schottland                                                                    | Parc des Princes, Paris Zuschauer: 45.204 Schiedsrichter: Alun Richards (Wales) |
| 5. Februar 1983 | Versuche: Estève (2) Erhöhungen: Blanco Straftritte: Blanco (3) | (15:15) Bericht | Versuche: Robertson Erhöhungen: Dods Straftritte: Dods Dropgoals: Gossman (2) | Parc des Princes, Paris Zuschauer: 45.204 Schiedsrichter: Alun Richards (Wales) |

| 5. Februar 1983 | Wales                                                    | 13 : 13       | England                                                      | Cardiff Arms Park, Cardiff Schiedsrichter: John West (Irland) |
| 5. Februar 1983 | Versuche: Squire Straftritte: Wyatt (2) Dropgoals: Dacey | (6:7) Bericht | Versuche: Carleton Straftritte: Hare (2) Dropgoals: Cusworth | Cardiff Arms Park, Cardiff Schiedsrichter: John West (Irland) |

### Dritte Runde
| 19. Februar 1983 | Irland                                                            | 22 : 16        | Frankreich                                                         | Lansdowne Road, Dublin Zuschauer: 50.000 Schiedsrichter: Alan Hosie (Schottland) |
| 19. Februar 1983 | Versuche: Finn (2) Erhöhungen: Campbell Straftritte: Campbell (4) | (15:3) Bericht | Versuche: Blanco Estève Erhöhungen: Blanco Straftritte: Blanco (2) | Lansdowne Road, Dublin Zuschauer: 50.000 Schiedsrichter: Alan Hosie (Schottland) |

| 19. Februar 1983 | Schottland                                               | 15 : 19        | Wales                                                         | Murrayfield Stadium, Edinburgh Schiedsrichter: Roger Quittenton (England) |
| 19. Februar 1983 | Versuche: Renwick Erhöhungen: Dods Straftritte: Dods (3) | (6:15) Bericht | Versuche: Jones Rees Erhöhungen: Wyatt Straftritte: Wyatt (3) | Murrayfield Stadium, Edinburgh Schiedsrichter: Roger Quittenton (England) |

### Vierte Runde
| 5. März 1983 | England                                 | 12 : 22       | Schottland                                                                          | Twickenham Stadium, London Schiedsrichter: Tom Doocey (Neuseeland) |
| 5. März 1983 | Straftritte: Hare (3) Dropgoals: Horton | (9:9) Bericht | Versuche: Laidlaw Smith Erhöhungen: Dods Straftritte: Dods (3) Dropgoals: Robertson | Twickenham Stadium, London Schiedsrichter: Tom Doocey (Neuseeland) |

| 5. März 1983 | Wales                                                                | 23 : 9         | Irland                             | Cardiff Arms Park, Cardiff Schiedsrichter: John Trigg (England) |
| 5. März 1983 | Versuche: Holmes Rees Wyatt Erhöhungen: Wyatt Straftritte: Wyatt (3) | (12:6) Bericht | Straftritte: Campbell (2) MacNeill | Cardiff Arms Park, Cardiff Schiedsrichter: John Trigg (England) |

### Fünfte Runde
| 19. März 1983 | Frankreich                                                      | 16 : 9        | Wales                                                 | Parc des Princes, Paris Zuschauer: 45.242 Schiedsrichter: Tom Doocey (Neuseeland) |
| 19. März 1983 | Versuche: Estève Straftritte: Blanco (3) Dropgoals: Camberabero | (6:6) Bericht | Versuche: Squire Erhöhungen: Wyatt Straftritte: Evans | Parc des Princes, Paris Zuschauer: 45.242 Schiedsrichter: Tom Doocey (Neuseeland) |

| 19. März 1983 | Irland                                                                     | 25 : 15         | England               | Lansdowne Road, Dublin Schiedsrichter: Brian Anderson (Schottland) |
| 19. März 1983 | Versuche: Campbell Slattery Erhöhungen: Campbell Straftritte: Campbell (5) | (10:12) Bericht | Straftritte: Hare (5) | Lansdowne Road, Dublin Schiedsrichter: Brian Anderson (Schottland) |